# Mal donat

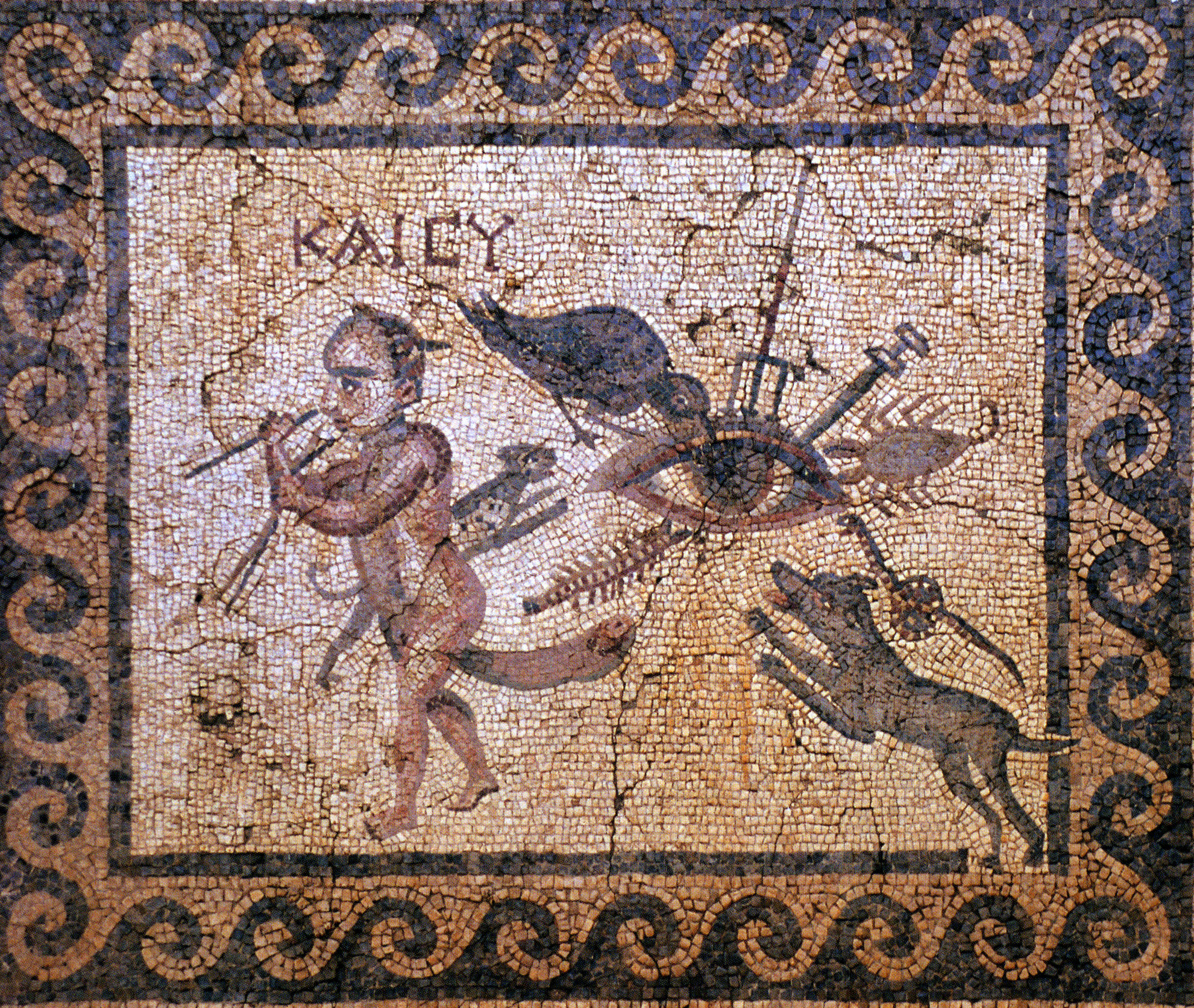
Mosaic d'Antioquia que mostra diverses proteccions contra el mal d'ull.

El mal d'ull o mal donat, és un encanteri, o superstició, que sorgeix d'una mirada màgica amb intencions malignes, que fa que la persona que la rep tingui mala sort o quedi exposada a algun tipus de perill. Va sorgir a l'antiga Grècia i va traslladar-se a diferents cultures. En l'època contemporània aquesta superstició té un pes especial a la cultura dels gitanos. Pot estar motivat per l'enveja de la persona que el llença o bé per un greuge comès per la víctima. Diversos rituals i amulets protegeixen els seus portadors del mal d'ull, ja que un dels problemes rau en el fet que pot passar inadvertit fins que s'acumulen les desgràcies i es pot arribar a sospitar d'alguna causa màgica. Altres creences indiquen que, simplement, és una mena de força sobrenatural que llança o reflecteix una mirada malèvola d'aquells que volen fer mal als altres (especialment als innocents).

## Teoria

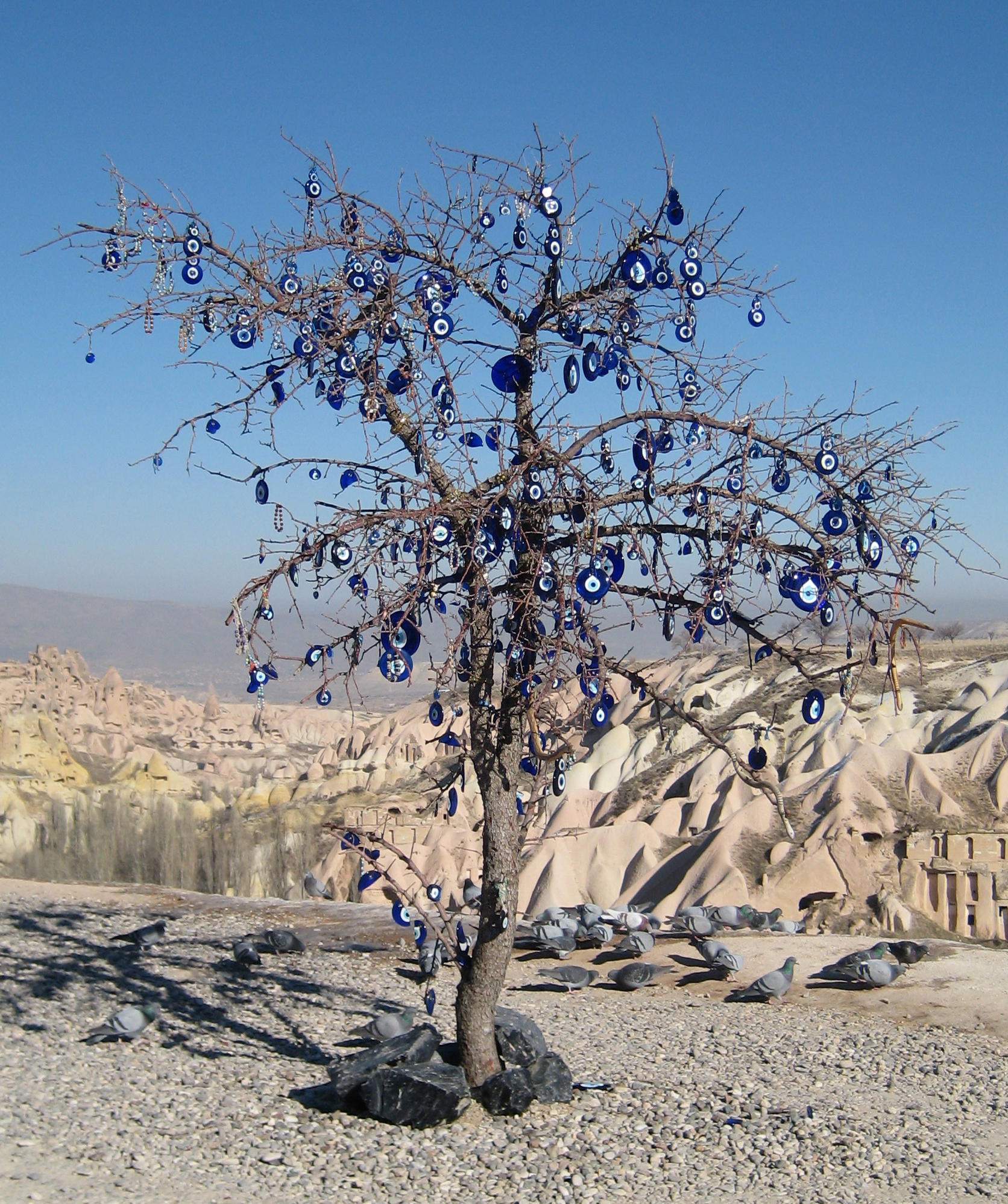
Arbre amb nazar boncuk a Capadòcia (Turquia).

Segons Francesco Alberoni, el mal d'ull és una manera per a la societat de "gestionar" l'enveja i de canalitzar preventivament la violència que se'n podria derivar. Qui sent l'enveja pateix, però sense acusar l'altre perquè no té cap comportament agressiu cap a ell. En la gelosia, l'altre és percebut com un rival. L'altre, el rival ve a endur-nos l'objecte del desig. L'enveja ens fa mal en comparació amb. René Girard (1923-2015) estableix que tan bon punt desitgem (envegem) el que té el nostre veí, la rivalitat entre ell i nosaltres és inevitable i pot conduir a la violència. En diu desig mimètic.

## Història
La « mirada assassina », capaç d'atreure la desgràcia, la malaltia o la mort, apareix en els textos de Sumer, Babilònia i Assíria. A Europa durant l'Edat Mitjana, se sabia que les bruixes utilitzaven el mal d'ull contra qualsevol persona que tingués la desgràcia de creuar-se en el seu camí. Aleshores, les seves víctimes eren afectades per diverses dolències, van perdre l'amor del seu cònjuge o van ser llançades a la misèria. En aquesta creença, les bruixes, associades a la imatge de les dones grans, estan vinculades a la menopausa. Com que les bruixes ja no podien veure la seva edat expulsar els seus " impureses per mitjans naturals, ho van fer a través dels seus
Davant del mal d'ull, els nens petits i els animals serien especialment vulnerables. Allà on encara són vives les supersticions relacionades amb el mal d'ull, es considera perillós cridar l'atenció sobre la bellesa dels fills, perquè el mal d'ull no els miri una mirada gelosa.

## Protecció

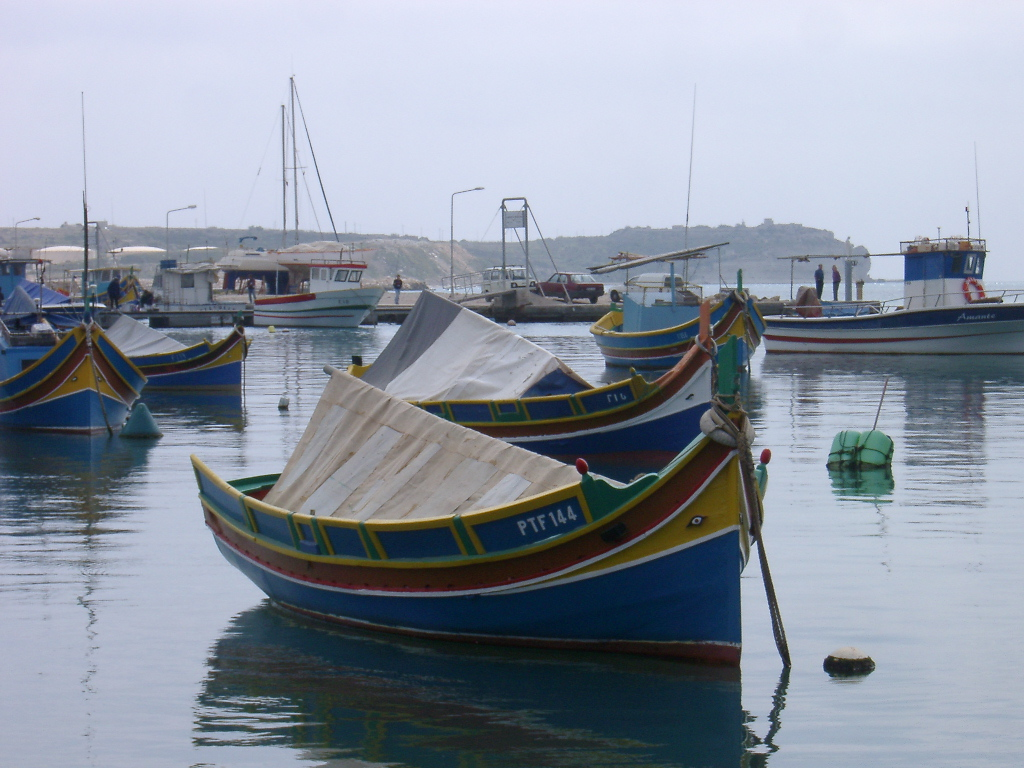
Barca portant un ull al buc (Malta).

Amulets o talismans desviarien la influència nociva. Sovint tenen forma d'ull, com l'ull d'Horus a l'antic Egipte.
Aquests ulls es col·loquen tradicionalment :
- a l'entrada de les cases
- al buc de les embarcacions, etc.

En la tradició jueva s'utilitza el fil vermell com a protecció del mal d'ull, també s'utilitzen els símbols de la figa i el peix. Un altre exemple de màgia apotropaica contra el mal d'ull és el dels collarets tèxtils que porten els nois per al seu Brit Milah, especialment a les regions d'Alsàcia, el sud d'Alemanya i Suïssa. Els collars sovint estaven decorats amb monedes o un corall de colors, destinats a allunyar el mal d'ull del nen, protegint-lo així durant la circumcisió.
També ens defensem amb les plantes : trèvol (Irlanda), all (Grècia i Itàlia) o ordi (Índia). Campanes o llaços vermells, penjats de la roba dels nens o del coll del bestiar, s'utilitzen com a esquer per desviar l'atenció del mal d'ull.
A l'Islam, el mal d'ull s'anomena ayn. Segons el profeta de l'Islam: "El mal d'ull és la veritat", és a dir que existeix i té efectes concrets en el nostre món. Per protegir-se, els musulmans llegeixen les dues últimes sures de l'Alcorà, anomenades sures protectores. Es vol el seu lloc com a últimes sures de l'Alcorà perquè es trobin entre les sures més llegides pels musulmans.
En certes cultures un es protegeix del mal d'ull utilitzant plom que es fon després d'haver-lo girat set vegades en sentit horari i set vegades en sentit contrari al cap de la víctima. Un cop el plom s'ha fos en un recipient, s'aboca en un recipient mig ple d'aigua de mar que s'ha extret de set ones diferents. L'operació s'ha de repetir tres vegades i es llença l'aigua als lavabos, a l'exterior de la calçada i davant la porta de casa de la víctima.Aquesta pràctica sent molt contaminant, en general està prohibida.
A Arménie (també a Grècia, s'anomena llavors Matiasma) i Turquia, el Gabuyt Achk (Nazar boncuk en turc) protegeix contra el mal d'ull. Aquest objecte no té cap relació amb la religió, la gent sovint el penja al mirall davanter del cotxe o el porta al coll.
A Grècia, ens protegim del mal d'ull fent un gest (puny tancat, dit índex i dit petit aixecat) per desviar-lo. O es porta una petita joia (ματόχαντρο matochantro) que representa el καλό μάτι (kalo mati: bon ull) o simplement μάτι (l'ull).